# Grünaubach
Der Grünaubach (auch einfach Grünau) ist ein Fließgewässer in Österreich. Es ist ein etwa 4 km langer, rechtsseitiger Zubringer der Alm.

## Verlauf
Der Grünachbach entsteht aus dem Zusammenfluss des Schindlbaches mit dem Stoßbach ca. 4 km östlich von Grünau im Almtal, einer Gemeinde in Oberösterreich im Bezirk Gmunden im Traunviertel, und mündet in Grünau im Almtal in die Alm. In seinem nach Westen gehenden Verlauf passiert er mehrere Gehöfte und ehemalige Mühlen (Enzenbachmühle, Schullersiedlung). Parallel zum Bach verläuft die Kalkofenstraße (rechtes Ufer) und die Straße In der Lahn (linkes Ufer).